# نادي ليتشويس
نادي ليشوييش لكرة القدم، من الانديه البرتغاليه التي تأسسـت في عام 1907 م.. وفي يوم 28 نوفمبر بالتحديد، نادي
ليشوييش البرتغالي من الانديه المرموقه طوال مسيرته كنادي بالبرتغال ومرت سنين طويله على تواجده بدوري الدرجة الثانية
حتى اتى صيف عام 2007 ليستشرق النادي بشمس الدوري الممتاز ويخالط الانديه الكبرى به، نادي ليشوييش لم ينتعش بعامه
الأولى مع الانديـه العملاقه بالبرتغال، فقد نجى من شبح الهبوط مره أخرى بفارق نقطه واحد فقط !, تعبده عن صاحب المركز
الخامس عشر «باسوش فيريرا». يتميز نادي ليشوييش بزيه الأحمر والأبيض مع شعاره الذي يمثل الرياضة إجمالاً وليس كرة القدم
حصرت إنجازات النادي ببطولات قليله، بل إنه لم يتذوق حتى العبور لكاس الاتحاد الاوربي إلى موسم 2007/08 م. عبر من خلال
النادي أساطير كرويه كبرى هنري انتشـويت وديوغو فالنتي وباولو ماتشادا المـوهبه البرتغاليه الصاعده بقوه، فيما يترأس حالياً
كارلوس أوليفيرا النـادي ويدربه جوزي موتا.. يتعبر مـلعب الدو مار هو ملعب نادي ليشوييش وهو أحد ابرز الملاعب المرشحه
للهدم والاستبدال بالبرتغال في الفترة المقبله لان النادي في تطور كبير والملعب لا يتسعّ إلا لـ 9766 مشجع !.

## ألقاب النادي
- بطل الدرجة الثانية البرتغاليه مره واحده (2006-2007 م)
- بطل كاس البرتغال مره واحده (1960-1961 م)
- بطل كاس الانتركالار الشمالي (2002-2003 م)

## المصدر
موقع كورة